# Chesley (Ontario)
Ne doit pas être confondu avec Chesley.
Chesley (à l'origine Sconeville) est une communauté du comté de Bruce, en Ontario, au Canada, située dans la municipalité d'Arran–Elderslie (en),.  
Son slogan est « La plus belle ville des environs ».  

## Géographie
Chesley est situé au nord de Walkerton sur la Bruce Road 19 et de Hanover sur la County Roqd 10. 

## Histoire
La ville a été nommée en l'honneur de Solomon Chesley , un ancien responsable du département des Indiens du Canada Ouest. C'est maintenant un exemple d'une communauté rurale typique de l'Ontario. 
Chesley s'est développé à l'origine autour de moulins construits sur la rivière Saugeen vers 1858. Il s’est encore élargi lorsqu’il a été connecté au Grand Trunk Railroad en 1881. Un grand incendie a détruit la majeure partie du centre-ville d'origine en 1888 et les bâtiments en bois détruits ont été remplacés par des bâtiments en brique et en pierre. 
De 1877 à 2004, la ville avait un journal hebdomadaire appelé The Chesley Enterprise,. 
La principale source d’emploi de la ville est la fabrication. De 1886 à 1987, la famille Krug dirigeait l’entreprise de fabrication de meubles Krug Bros. À l’heure actuelle, Crate Designs, une usine de fabrication de meubles appartenant à des locaux, est la seule à avoir survécu à la suite de la réduction récente des effectifs de Durham Furniture (2007). 
Chesley possédait une école secondaire appelée Chesley District High School, une école publique communautaire appelée Kinghurst Community School, un centre communautaire, ainsi que plusieurs petits magasins locaux. Les écoles ont été combinées en une école de la maternelle à la 12e année appelée l'école communautaire du district de Chesley en 2014 ,
Un certain nombre de magasins franchisés existent également dans la ville, notamment New Orleans Pizza, Rona, Home Hardware et Rexall Drugs. 
La ville est connue pour la statue d'un taureau géant à l'extrémité nord de la ville, surnommée affectueusement Big Bruce. 
Récemment[évasif], la ville a commencé a créé un réseau de sentiers de promenade qui englobe une grande partie de l'infrastructure existante de la ville. Connu sous le nom de sentier du patrimoine, il couvre une grande partie de la ville et ses parcs au bord de l’eau. 
En 2005, Chesley a pu ouvrir un musée du patrimoine et du travail du bois grâce à une subvention de la Fondation Trillium.  Le musée a été installé dans la Dawson House, sur la 1st Avenue, où vivaient autrefois les docteurs Stewart et Dawson. Le bâtiment avait été laissé à la ville pour un usage public dans les années 1970. En 2013, Chesley a mis Dawson House en vente. 

## Galerie

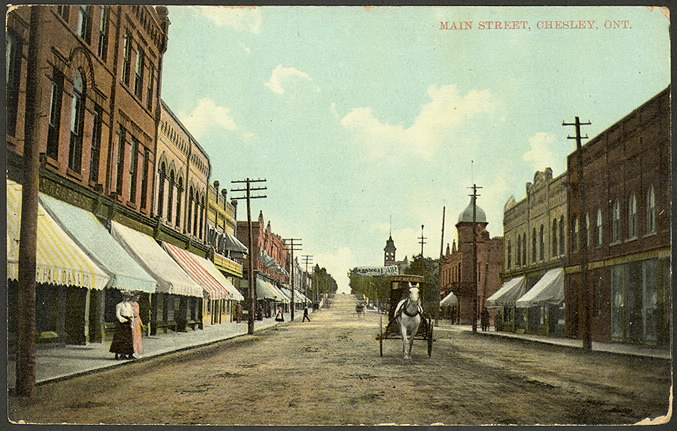
Une carte postale de la rue principale (maintenant la 1re avenue) en 1910.
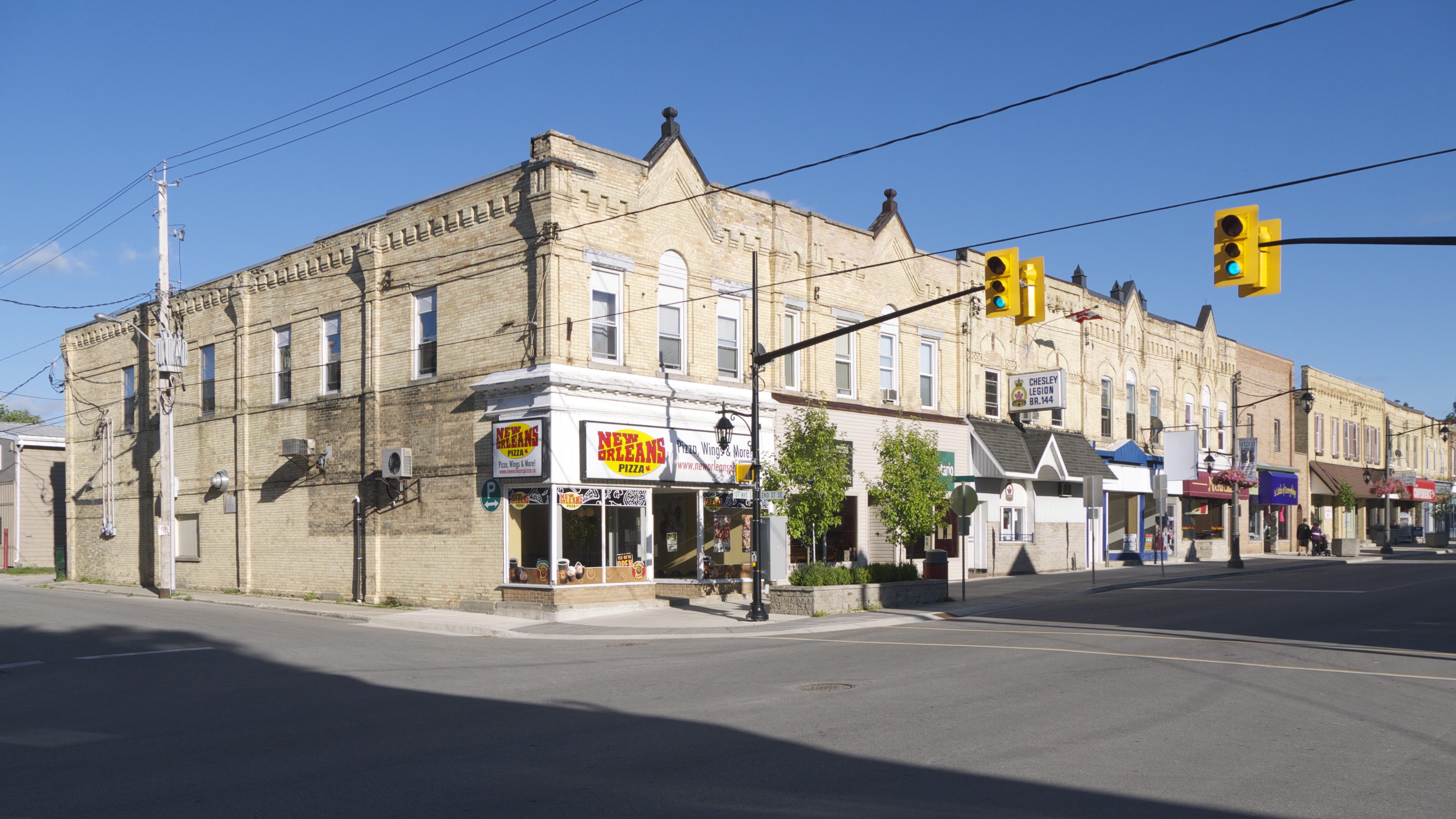
Seul feu rouge de Chesley sur la 1re avenue.
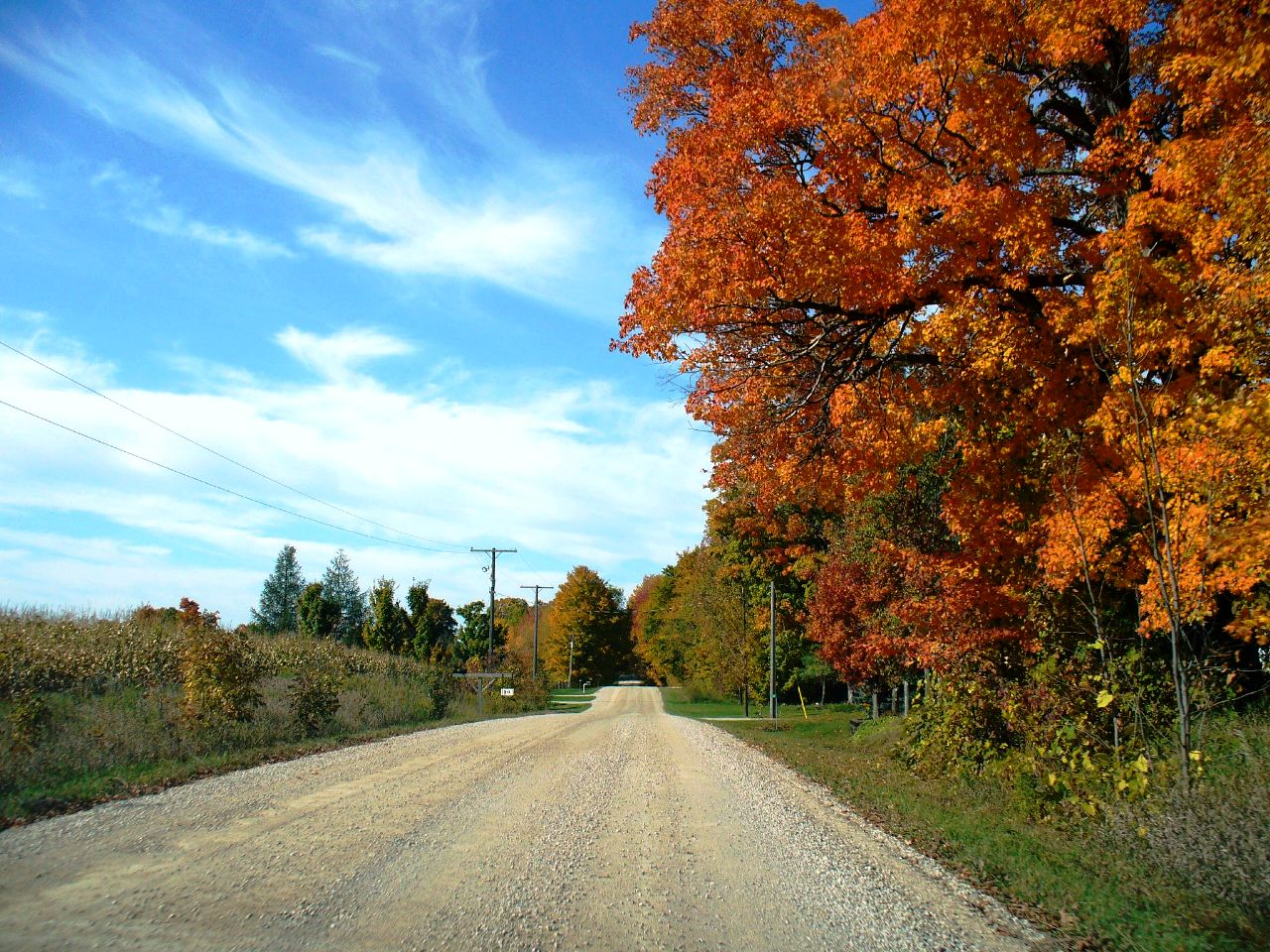
Couleurs d'automne sur la 14e concession juste au sud de Chesley.

## Personnalités
- Tommy Burns (boxeur), champion du monde des poids lourds 1906–1908
- Mickey MacKay, Temple de la renommée du hockey , joué entre 1914 et 1930
- Victoria Pratt, actrice
- Lights, chanteur et compositeur canadien primé aux prix Juno